# Pogrom v Pobedimi
Pogrom v Pobedimi byl rozsáhlý protiromský pogrom, který se udál v noci z 1. na 2. října 1928 v romské osadě v blízkosti západoslovenské obce Pobedim nedaleko Nového Mesta nad Váhom. Organizovaný útok několika desítek útočníků, etnických Slováků, si vyžádal životy pěti obyvatel osady, včetně šestiletého dítětě, a několik desítek zraněných. V následném soudním procesu bylo odsouzeno několik osob s tresty v rozmezí tří měsíců až 2 let vězení.
Jednalo se tak o nejhorší protiromský pogrom, potažmo incident mezinárodnostní nesnášenlivosti, který se v meziválečném Československu udál.

## Okolnosti
Pobedimskému pogromu předcházelo několik lokálních událostí, stal se však na pozadí rozšířené nesnášenlivosti vůči Romům v Československu, stejně jako v řadě dalších evropských zemích s hlubokými a letitými kořeny. Romské komunity, po staletí žijící kočovným způsobem života, se na základě jazykových a kulturních rozdílů nezapojovaly do majoritních společností, což mj. zavdalo ke vzniku xenofobních předsudků a nesnášenlivosti. Nevstřícnou politiku k této komunitě podnikaly, ať už přímo, či nepřímo, také československé státní úřady.
Ve 20. letech 20. století se existencí tamní romské osady celkem čtyřikrát zabývalo obecní zastupitelstvo Pobedimi. V září 1928 pak došlo k incidentu, kdy tamní sedlák postřelil dvě Romky, které v noci přecházely přes jeho pole, na základě podezření, že na pole přišly krást. Dne 30. září pak v obci neznámý pachatel zapálil několik stohů slámy, přičemž, dle pozdějších výpovědí vyslýchaných, se hašení nezúčastnil žádný z obyvatel romské osady. Československé četnictvo, které případ vyšetřovalo, pak zadrželo manžela jedné z postřelených Romek, který měl po jejím zranění přísahat pobedimským sedlákům pomstu.

## Průběh
Násilí pak plně vyeskalovalo v noci z 1. na 2. října 1928. V obci se konala taneční zábava, trvající až do brzkých ranních hodin. Ještě během jejího trvání vtrhla snad až stovka improvizovaně ozbrojených pobedimských vesničanů do romské osady, kde následně rozpoutala násilí a rabování. Značná část lidí zde již spala. Celkem o život přišlo pět lidí, desítky lidí pak byly zraněny.

## Důsledky
V rámci zahájeného vyšetřování byla vyslechnuta asi stovka obyvatel obce, stejně jako přeživších obětí útoku. Zatčeno a předběžně vyšetřováno bylo celkem 21 podezřelých. Z výpovědí Romů bylo možné identifikovat jen velmi málo konkrétních pachatelů, neboť ti útočili v noční tmě, vícero postižených pak vypovědělo, že v davu zaslechlo též hlas samotného starosty obce. Naopak výpovědi obyvatel Pobedimi byly často identicky bezpředmětné a řada vyslýchaných si ve svých výpovědích poskytovala alibi, které pak dosvědčili též jejich rodinní příslušníci. Byly též zaznamenány protichůdné výpovědi, všichni jednotlivci identifikovaní napadenými Romy svou vinu a účast na násilí rovněž popřeli. Okolo 20. října muselo být rozpuštěno pobedimské okresní zastupitelstvo, neboť se většina jeho členů nacházela ve vyšetřovací vazbě. 
Případ byl v únoru a březnu 1929 projednáván u krajského porotního soudu v Trenčíně ve dvou samostatných trestních řízeních s celkem šesti obviněnými. Jako obhájce postižených vystupoval jistý právník z Bratislavy, sympatizující s nacionalistickou a protofašistickou Hlinkovou lidovou stranou, který obhajobu postavil na ospravedlňování násilí na základě dlouhodobých bezpečnostních problémů pobedimských občanů se zdejšími Romy. Závěrečný rozsudek z května 1929 pak obviněným vyměřil tresty v rozmezí tří měsíců až dvou let vězení. Ačkoliv při incidentu došlo k pěti vraždám a těžkým ublížením na zdraví, nepodařilo se přímé pachatele průkazně označit. Obhajobou byla mj. vznesena žádost o milost prezidentu republiky T. G. Masarykovi, byla však zamítnuta.
Dobový tisk (mj. také největší deník Národní listy) o události a následném soudím procesu opakovaně informoval. 
Protiromské nálady na Slovensku pak nejvíce vyeskalovaly v období fašistického Slovenského státu v letech 1939 až 1945, kdy se, na pozadí druhé světové války, staly tisíce slovenských Romů obětí holokaustu. 

## Památka
Slovenské národní divadlo nastudovalo roku 2023 dramatický text kolektivu autorů s názvem Budete mať luft!, která události v Pobedimi kriticky reflektuje, v hlavních rolích např. s Richardem Stankem. Soubor inscenaci představil také v květnu 2024 v rámci 26. ročníku mezinárodního festivalu Khamoro v divadle X10 v Praze. V říjnu 2024 měla premiéru také dvoudílná rozhlasová hra Jána Mikuše Pobedim 1928, vztahující se k této události.